# Perarthrus linsleyi
Perarthrus linsleyi là một loài bọ cánh cứng trong họ Cerambycidae.